# Xã Ashkum, Quận Iroquois, Illinois
Xã Ashkum (tiếng Anh: Ashkum Township) là một xã thuộc quận Iroquois, tiểu bang Illinois, Hoa Kỳ. Năm 2010, dân số của xã này là 1.542 người.